# Wody inglacjalne
Wody inglacjalne - wody, które znajdują się wewnątrz lodowca. Pochodzą one z wód płynących po powierzchni lodowca (wody supraglacjalne) dostających się do jego wnętrza szczelinami. Wewnątrz lodowca płyną one kanałami inglacjalnymi.